# 赵雪

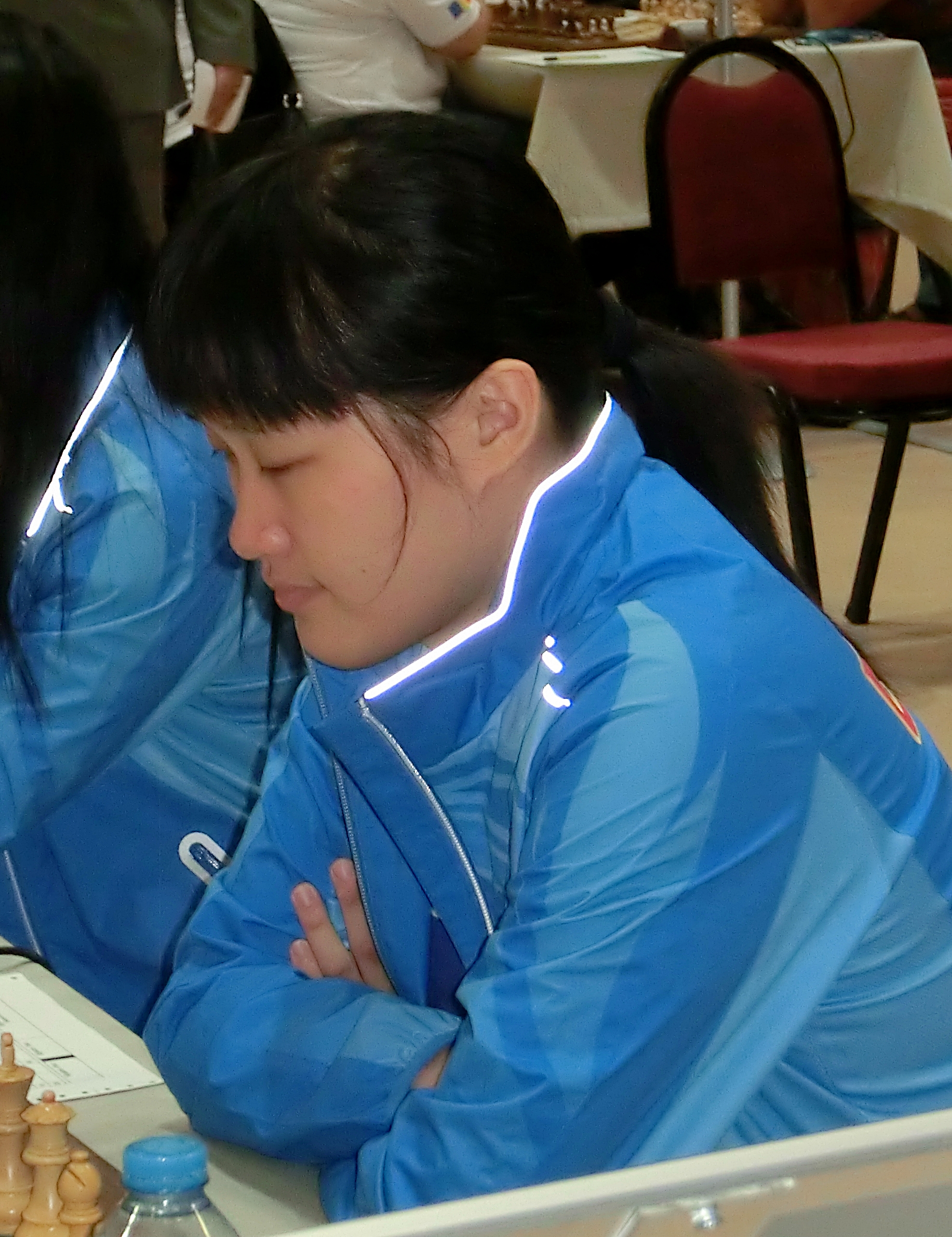
2012年

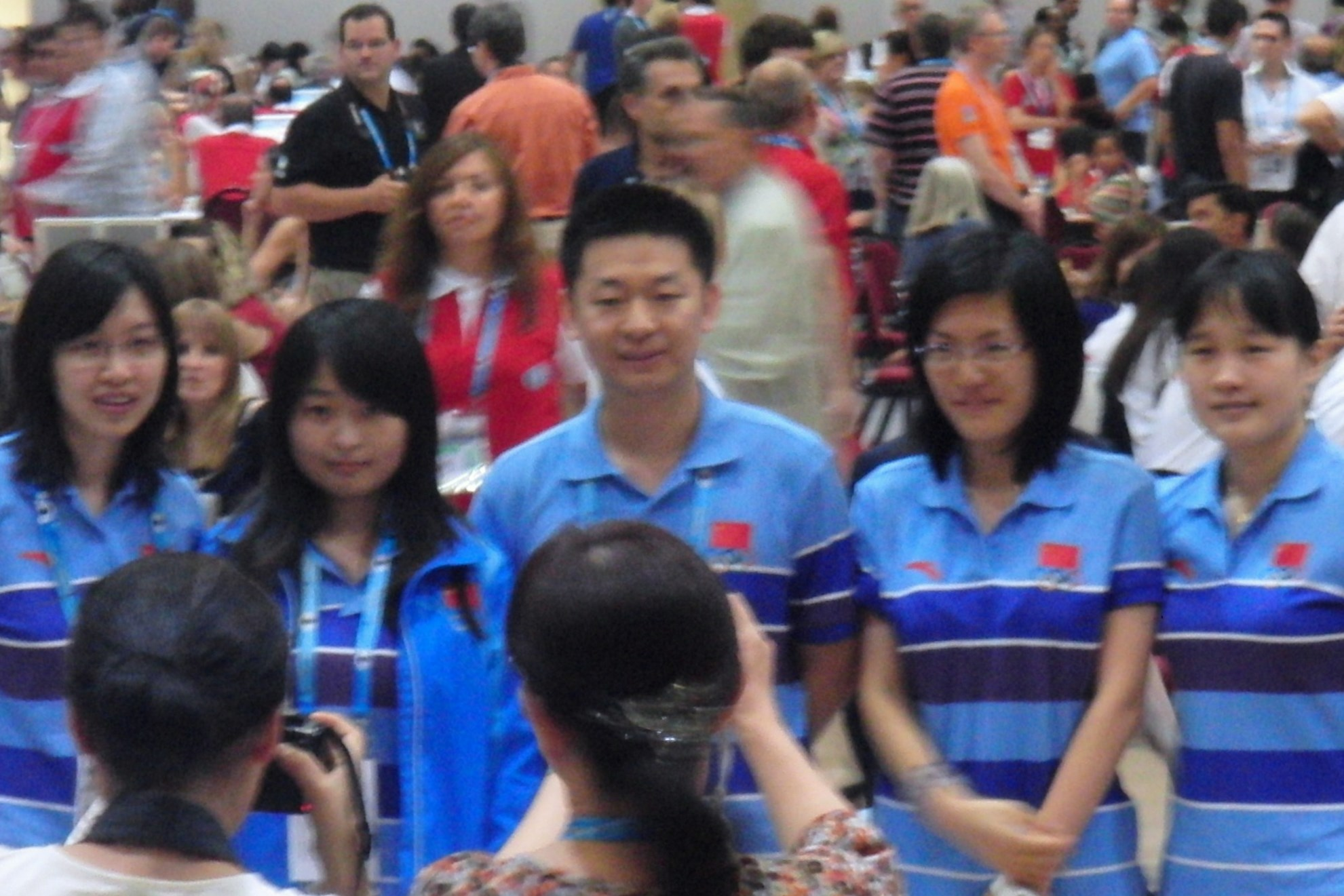
2012年

赵雪（1985年4月6日—）是山东济南人，中国女子国际象棋棋手、国际象棋特级大师。毕业于北京大学政府管理学院。

## 生平
赵雪曾于1997年、1999年先后夺得世界国际象棋女子12岁组、14岁组冠军。2002年，成为世界女子青年冠军。2007年，在德国国际象棋女子特级大师邀请赛中夺魁。2008年，晋升为国际象棋特级大师，成为中国第24位特级大师，也是继谢军、诸宸、许昱华之后第4位获此称号的中国女棋手。2012年，夺得中国国际象棋女子名人赛冠军。同年，又成为亚洲国际象棋女子超快棋赛冠军。
赵雪曾多次代表中国队参加女子国际象棋奥林匹克，帮助中国队获得2002年、2004年两届团体金牌，她个人也获得了2002年、2006年两届最佳女棋手称号。

## 外部連結
- 赵雪－在ChessGames.com的棋手檔案